# Renate Pelster

Renate Pelster (* 19. Mai 1951 in Marl; † Mai 1994 nahe Marl) war eine deutsche Schauspielerin. 

## Leben
Renate Pelster absolvierte ihre Schauspielausbildung in Hannover. Es folgten Bühnenengagements in Berlin und Bremen, ehe Peter Zadek sie 1985 ans Hamburger Schauspielhaus holte und eigens für sie in Yerma und Andi Rollen schreiben ließ. Daneben spielte sie dort unter der Regie von Wilfried Minks die Kattrin in Bert Brechts Mutter Courage (neben Eva Mattes in der Titelrolle) sowie die Tochter in Franz-Xaver Kroetz’ Bauernsterben.
Daneben übernahm sie zahlreiche Rollen in Film- und Fernsehproduktionen wie Tatort, Dieter Hallervordens Sketchsendung Nonstop Nonsens sowie Casanova (neben Mario Adorf), auch an der Produktion, der Erotik-Komödie Hochzeitsnacht-Report. Außerdem arbeitete sie als Regieassistentin für den Sexfilm Die goldene Banane von Bad Porno.
Renate Pelster wurde am 18. Mai 1994 als vermisst gemeldet. Tage später wurde ihre Leiche an einem versteckten Bahndamm nahe ihrer Geburtsstadt Marl gefunden. Sie hinterließ zwei Söhne.

## Filmografie
- 1972: Hochzeitsnacht-Report
- 1977: Tatort: Feuerzauber
- 1978: Spiel der Verlierer